# Folksgezunt
Folksgezunt. Central organ fun der Gezelšaft cu Farhitn dos Gezunt fun der Jidišer Befelkerung „Toz-Oze” (jid. פאלקס־געזונט pol. Zdrowie Ludu) – miesięcznik (od 1926 do 1932 dwutygodnik) w języku jidysz poświęcony popularyzacji medycyny i ochrony zdrowia wśród ludności żydowskiej w Polsce, wydawany w Wilnie w latach 1923−1940. Założycielem i pierwszym redaktorem czasopisma był Cemach Szabad. Przez pewien czas wydawanie czasopisma kontynuowano w wileńskim getcie, drukowane było wówczas na powielaczach.